# Gouden Django
De Gouden Django of Django d'Or is een jaarlijks uitgereikte Europese jazzprijs.
De prijs werd in 1992 door Frank Hagège in Frankrijk ingesteld ter ere van Django Reinhardt. Vanaf 1995 werd de Django d'Or geïnternationaliseerd en ook in België (1995), Zweden en Italië (1999) en Denemarken (2001) uitgereikt.

## Erelijst voor België
De eerste vijf jaar ging de prijs naar een Nederlandstalige en naar een Franstalige musicus. Vanaf 2000 werd jaarlijks één jazzsolist nationaal geëerd (afwisselend Nederlands/Frans).
1. 1995 - Philip Catherine (gitaar) en Marc Godfroid (trombone)
2. 1996 - Sadi (vibrafoon) en Bert Joris (trompet)
3. 1997 - Charles Loos (piano) en Kurt Van Herck (saxofoon)
4. 1998 - Fabrizio Cassol (saxofoon) en Chris Joris (percussie)
5. 1999 - Nathalie Loriers (piano) en Jeroen Van Herzeele (saxofoon)
6. 2000 - Steve Houben (saxofoon, fluit)
7. 2001 - Frank Vaganée (altsaxofoon)
8. 2002 - Philippe Aerts (double bass)
9. 2003 - Erik Vermeulen (piano)
10. 2004 - geen prijzen uitgereikt, vanwege technische redenen
11. 2005 - Éric Legnini (piano)
12. 2006 - Prijs voor jong talent: Jean-Paul Estiévenart (trompet); Speciale Prijs Muse of Sabam: Marc Danval (journalist)
13. 2007 - Pierre Van Dormael (gitaar)
14. 2008 - Dré Pallemaerts (drums)
15. 2009 
  1. Django d'Or Jong Talent: gitarist Quentin Liégeois
  2. Django d'Or Beste Jazz Album: Sharing Stories On Our Journey van Bart Defoort
  3. Django d'Or Gevestigde waarde: saxofonist Pierre Vaiana
  4. Muze van Sabam: Ilan Oz, organisator van de Belgische Django d'Or-trofeeën sinds 2006

De eerste Euro Django voor een Belg was in het jaar van instelling 2000 voor pianiste Nathalie Loriers.
In 1998 en 2000 werd ook een bijzondere prijs voor de gehele carrière toegekend, en die ging respectievelijk naar Jean Warland en Edmond Harnie.
De laatste editie van de Belgische Django d'Or vond plaats in 2009, want in 2010 besloot Sabam zijn eigen Sabam Jazz Awards te organiseren.